# Morales du Grand Siècle
Morales du Grand Siècle est un essai de l'historien de la littérature Paul Bénichou paru en 1948.

## Découpage et contenu
L'ouvrage se divise en sept chapitres, précédés d'une introduction et suivis d'une conclusion portant le titre : « Réflexions sur l'humanisme classique » :
1. Le héros cornélien
2. Le drame politique dans Corneille
3. La métaphysique du jansénisme
4. La démolition du héros
5. Le parti janséniste
6. Racine
7. Molière

## Éditions
- Paul Bénichou, Morales du Grand Siècle, Paris, Gallimard, 1948, 231 p. (lire en ligne)

Cet ouvrage, grand classique pour la connaissance du XVIIe siècle, a été réédité en 1997 dans la collection au format de poche Folio Gallimard.